# Lac Company
Le lac Company est un lac du Comté d'Inverness, dans le nord-ouest de la Nouvelle-Écosse au Canada.